# 화산 폭발 지수

VEI과 화산의 분출물 부피와의 관계

화산 폭발 지수(火山爆發指數, 영어: Volcanic Explosivity Index, VEI)는 화산 폭발의 정도를 측정하는 지수이다. 1982년 미국 지질조사국(USGS)의 크리스토퍼 G. 뉴헐과 하와이 대학교의 스티븐 셀프가 만들었다.
화산 폭발 지수는 화산 분화 당시 분출물의 양, 분출시 구름의 높이, 정성적인 관측값('완만함'에서 '거대함'까지 나눠지는 용어 사용)을 통해 폭발의 크기를 정한다. 이 척도는 제한이 없는 개방형 지수로 역사상 가장 큰 규모의 분출은 VEI 8을 부여받았다. 화산 폭발 지수 0은 10,000 m3 미만의 테프라가 분출되는 비폭발성 화산 분화이며, 화산 폭발 지수 8은 1.0×1012 m3의 테프라를 분출하며 분연 높이가 20 km가 넘는 초화산의 분화를 가리킨다. 화산 폭발 지수는 로그 스케일이며 VEI-0, VEI-1, VEI-2 사이를 제외하고 지수가 1이 올라갈 때마다 관측된 분출물 기준이 10배 늘어난다.

## 정의
0부터 8까지의 지수로 표기하는 화산 폭발 지수 VEI는 분출한 화산 물질의 양, 분연 높이, 분출 지속 시간에 따라 그 기준이 달라진다. VEI-2 이상부터는 로그 스케일로 지수가 커지며 이때부터는 지수가 1 늘어날 때마다 화산의 폭발 세기가 10배 강해진다. 따라서 VEI 1과 2 사이에는 정의가 서로 다르다. 분출물 부피에 대한 가장 하한값은 1에서 2로 넘어갈 때 10,000 m3에서 1,000,000 m3으로 100배 늘어나지만 그 다음부터는 2에서부터 1씩 늘어날 때마다 분출량이 10배 늘어난다.
아래 표는 VEI의 각 지수에 따른 기준과 해당 VEI 이상의 화산 분화의 대략적인 빈도, 역사적으로 있었던 대표적인 그 VEI 지수의 화산 분화 등을 나타냈다.
| VEI | 분출물 부피 (규모) | 분류 | 설명     | 분연 높이  | 주기        | 대류권 영향    | 성층권 영향      |      |
| VEI | 분출물 부피 (규모) | 예시 | 예시     | 예시       | 예시        | 예시           | 예시             | 예시 |
| --- | ------------------ | --- | -------- | ---------- | ----------- | -------------- | ---------------- | ---- |
| 0   | < 104 m3           | 하와이식 | 분출성   | < 100 m    | 매번 일어남 | 무시할 수 있음 | 없음             |      |
| 0   | < 104 m3           | 킬라우에아산 (현재), 모손 봉우리 (현재), 파그라달스퍄들 (2021~2023년), 마우나로아산 (1975년, 1984년, 2022년)                                                                 |          |            |             |                |                  |      |
| 1   | > 104 m3           | 하와이식/스트롬볼리식 | 온화함   | 100 m~1 km | 매일        | 미미함         | 없음             |      |
| 1   | > 104 m3           | 야케다케산 (1995년), 디엥 복합화산체 (1964년, 1979년, 2017년), 아브르 해산 (2012년), 쉰드흐누퀴르 (2023년~2025년)                                                            |          |            |             |                |                  |      |
| 2   | > 106 m3           | 스트롬볼리식/불카노식 | 폭발적   | 1~5 km     | 2주         | 중간 정도      | 없음             |      |
| 2   | > 106 m3           | 스트롬볼리섬 (1934년 이후), 운젠산 (1792년), 릭터섬 (1888년), 화이트섬 (2019년), 마라피산 (2023년)                                                                           |          |            |             |                |                  |      |
| 3   | > 107 m3           | 스트롬볼리식/불카노식/ 플레식 /아플리니식 | 강함     | 3~15 km    | 3개월       | 상당함         | 영향 가능성 있음 |      |
| 3   | > 107 m3           | 쉬르트세이섬 (1963~1967년), 네바도델루이스산 (1985년), 리다우트산 (1989~1990년), 온타케산 (2014년), 칸라온산 (2024~2025년)                                                   |          |            |             |                |                  |      |
| 4   | > 0.1 km3          | 플레식/플리니식/아플리니식 | 재앙적   | > 10 km    | 18개월      | 상당함         | 확실함           |      |
| 4   | > 0.1 km3          | 반다이산 (1888년), 플레산 (1902년), 래밍턴산 (1951년), 에이야퍄들라이외퀴들 (2010년), 므라피산 (2010년), 스메루산 (2021년)                                                   |          |            |             |                |                  |      |
| 5   | > 1 km3            | 플레식/플리니식 | 격변적   | > 10 km    | 12년        | 상당함         | 뚜렷함           |      |
| 5   | > 1 km3            | 베수비오산 (79년), 후지산 (1707년), 타라웨라산 (1886년), 세인트헬렌스산 (1980년), 푸예우에산 (2011~2012년), 훙가통가-훙가하파이 (2022년)                                     |          |            |             |                |                  |      |
| 6   | > 10 km3           | 플리니식 /초플리니식 | 거대함   | > 20 km    | 50~100년    | 상당함         | 상당함           |      |
| 6   | > 10 km3           | 일로팡고호 (450년), 후아이나푸티나산 (1600년), 크라카타우산 (1883년), 산타마리아산 (1902년) 피나투보산 (1991년)                                                              |          |            |             |                |                  |      |
| 7   | > 100 km3          | 초플리니식 | 초거대   | > 20 km    | 500~1,000년 | 상당함         | 상당함           |      |
| 7   | > 100 km3          | 롱 밸리 칼데라 (760 kyr), 캄피 플레그레이 (37 kyr), 마자마산 (기원전 5700년), 키카이산 (기원전 4300년), 산토리니섬 (기원전 1610년), 세가라아낙호 (1257년), 탐보라산 (1815년) |          |            |             |                |                  |      |
| 8   | > 1,000 km3        | 초플리니식 | 극초거대 | > 20 km    | > 50,000년  | 막대함         | 막대함           |      |
| 8   | > 1,000 km3        | 와와스프링스 칼데라 (30 Mya), 라가리타 칼데라 (26.3 Mya), 옐로스톤 칼데라 (2.1 Mya, 640 kyr), 토바호 (74 kyr), 타우포 화산 (26.5 kyr)                                        |          |            |             |                |                  |      |

지난 1억 3천 2백만년(132 Mya)간 약 40차례의 VEI-8 규모의 분화가 발생했음이 확인되었는데 이 중 30건이 지난 3,600년간 발생했다. VEI-8급 분화의 추정 발생 빈도가 약 5만년에 1번 꼴임을 생각한다면 지난 1억 3,200만년간 아직 알려지지 않은 분화가 많이 발생했을 가능성이 높다. 불완전한 통계에 따르면 일부 연구자는 최소 60차례의 VEI-8급 분화가 발생했다고 주장한다. 가장 최근에 일어난 VEI-8급 분화는 약 27,000년 전 일어난 타우포 화산의 오루아누이 분화로 홀로세 시기에는 VEI-8급 화산 분화가 없다.
지난 11,700년간 약 10차례의 VEI-7급 분화가 발생했다. 또한 58건의 플리니식 분화와 13건의 칼데라 형성 분화가 있었으며 규모가 매우 크지만 정확한 화산 폭발 지수는 알려지지 않은 분화도 많다. 2010년까지 스미스소니언 협회의 전지구 화산 계획은 홀로세(지난 11,700년 이후) 이후 발생한 화산 분화 총 7,742건에 VEI 지수를 부여했는데 이는 홀로세 시기 발생한 알려진 모든 화산 분화의 75%에 해당한다. 이 7,742건의 분화 중 49%가 VEI-2 이하이며 90%는 VEI-3 이하이다.

## 한계
화산 폭발 지수에는 화산재, 용암, 화산탄, 이그님브라이트가 모두 동일하게 취급된다. 화산 생성물 각각의 밀도나 공상조직(생성물 내 가스 농도)는 고려하지 않는다. 이와 대조적으로 실제 분출된 마그마의 양을 계산하기 위한 고밀도 등가물(DRE)를 계산하는 경우도 있다. VEI의 또 다른 약점으로 분화의 강도를 고려하지 않기 때문에 선사시대나 관측되지 않은 분화의 경우 VEI를 결정하기 매우 어렵다는 점이다.
화산 폭발 지수는 화산의 폭발력 규모를 분류하는 매우 적합하지만, 대기나 기후에 끼친 영향을 정량화하는데 가장 필요한 이산화 황의 양을 고려하지 않는다.

## 유명한 화산 폭발 목록
- 지구의 화산 분화 연표 (대부분 VEI-6, 2kya 이내)
- 1500년~2000년의 화산 분화 목록
- 21세기의 화산 분화 목록
- 사망자수 순 화산 분화 목록
- 홀로세 시기 거대 화산 분화 목록 (VEI 5~7)
- 규모순 화산 분화 목록 (VEI 5~8, 450+Mya 이내)
- 가장 큰 화산 분화 목록 (VEI 7~8, 500Mya 이내)

## 같이 보기
- 초화산
- 10년 화산
- 분출 지수
- 화산 목록
- 사망자수 순 자연재해 목록
- 분류:화산 폭발 지수별 화산 분화
- 분류:알려진 최고 화산 폭발 지수별 화산